# Xystochroma buprestoides
Xystochroma buprestoides là một loài bọ cánh cứng trong họ Cerambycidae.